# Museum of European and Mediterranean Civilisations
Bảo tàng các nền văn minh Châu Âu và Địa Trung Hải (tên tiếng Anh: Museum of European and Mediterranean Civilisations, viết tắt: Mucem; tiếng Pháp: Musée des Civilisations de l'Europe et de la Méditerranée) là một bảo tàng quốc gia nằm ở Marseille, Pháp. Bảo tàng khánh thành ngày 7 tháng 6 năm 2013 như một phần của Marseille-Provence 2013, một năm sau khi Marseille được chỉ định là Thủ đô Văn hóa Châu Âu. Năm 2015, bảo tàng đã giành đượcGiải thưởng Bảo tàng của Hội đồng Châu Âu.

## Tổng quan
Bảo tàng dành để trưng bày các nền văn minh Châu Âu và Địa Trung Hải. Với một bộ sưu tập thường xuyên về lịch sử và văn hóa giao thoa trong lưu vực Địa Trung Hải, nó có một cách tiếp cận liên ngành đối với xã hội qua các thời đại cho đến thời hiện đại.
Bảo tàng được xây dựng trên khu đất khai hoang ở lối vào bến cảng, bên cạnh địa điểm có từ thế kỷ 17 Pháo đài Saint-Jean và một bến cảng cũ được gọi là J4. Một con kênh ngăn cách tòa nhà mới và Pháo đài Saint-Jean, đã được tái cấu trúc như một phần của dự án. Hai địa điểm được liên kết với nhau bằng một cây cầu dài 130 m (430 ft). Một cây cầu đi bộ khác nối Pháo đài Saint-Jean với Esplanade de la Tourette, gần nhà thờ St Laurent trong khu phố Panier .
Bảo tàng được xây dựng "bằng đá, nước và gió", do kiến trúc sư Rudy Ricciotti thiết kế với sự hợp tác của kiến trúc sư Roland Carta. Một khối lập phương có diện tích 15.000 mét vuông (160.000 foot vuông) được bao quanh bởi một lớp vỏ mạng bê tông cốt sợi, bảo tàng có các cuộc triển lãm ở hai tầng, với một khán phòng dưới lòng đất có 400 chỗ ngồi. Bộ sưu tập cố định và hiệu sách nằm ở ở tầng trệt. Có một nhà hàng trên sân thượng của tòa nhà với tầm nhìn ra toàn cảnh vịnh Marseille, Corniche và Prado.

## Thư viện ảnh

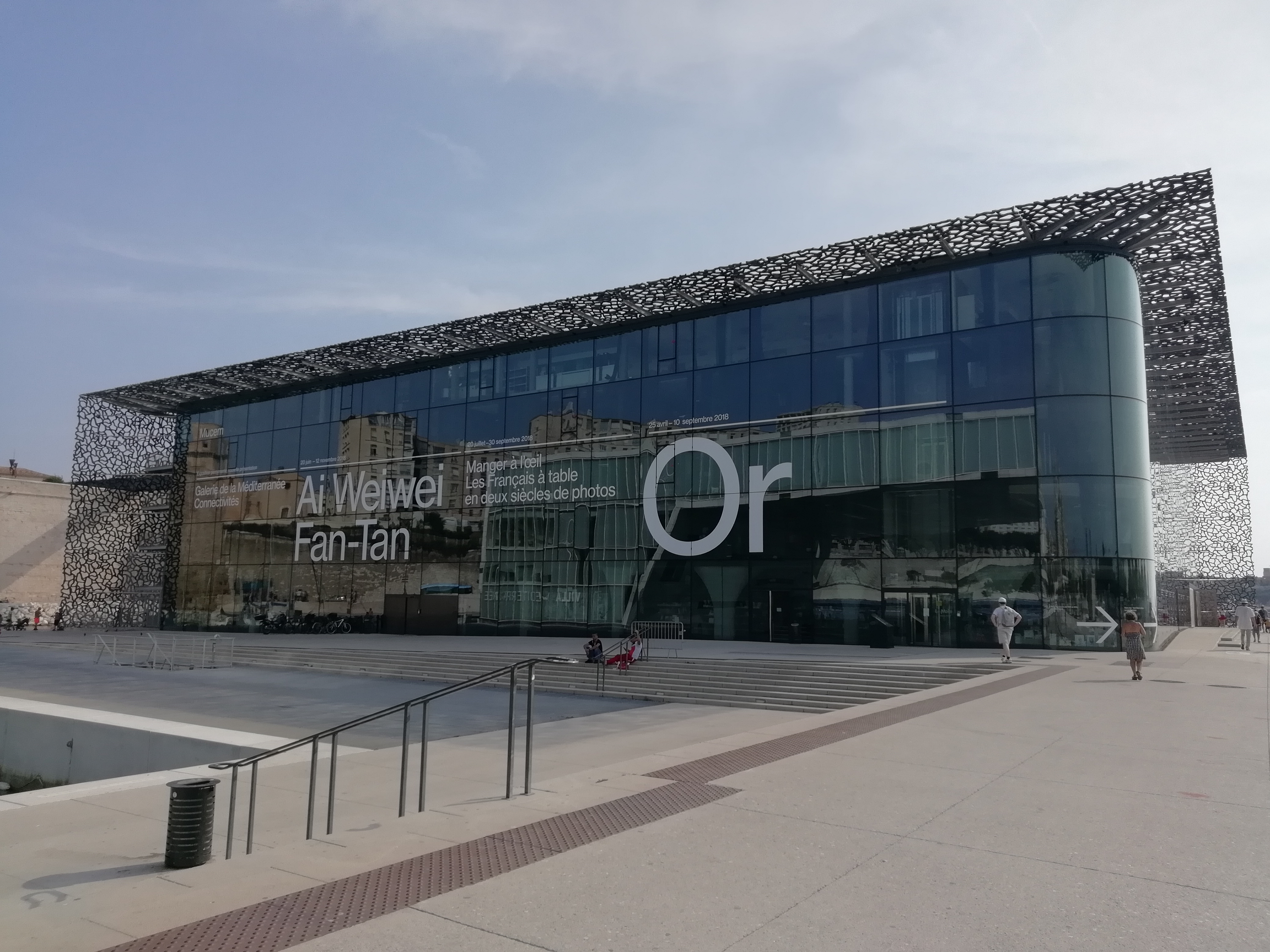
Mucem năm 2018
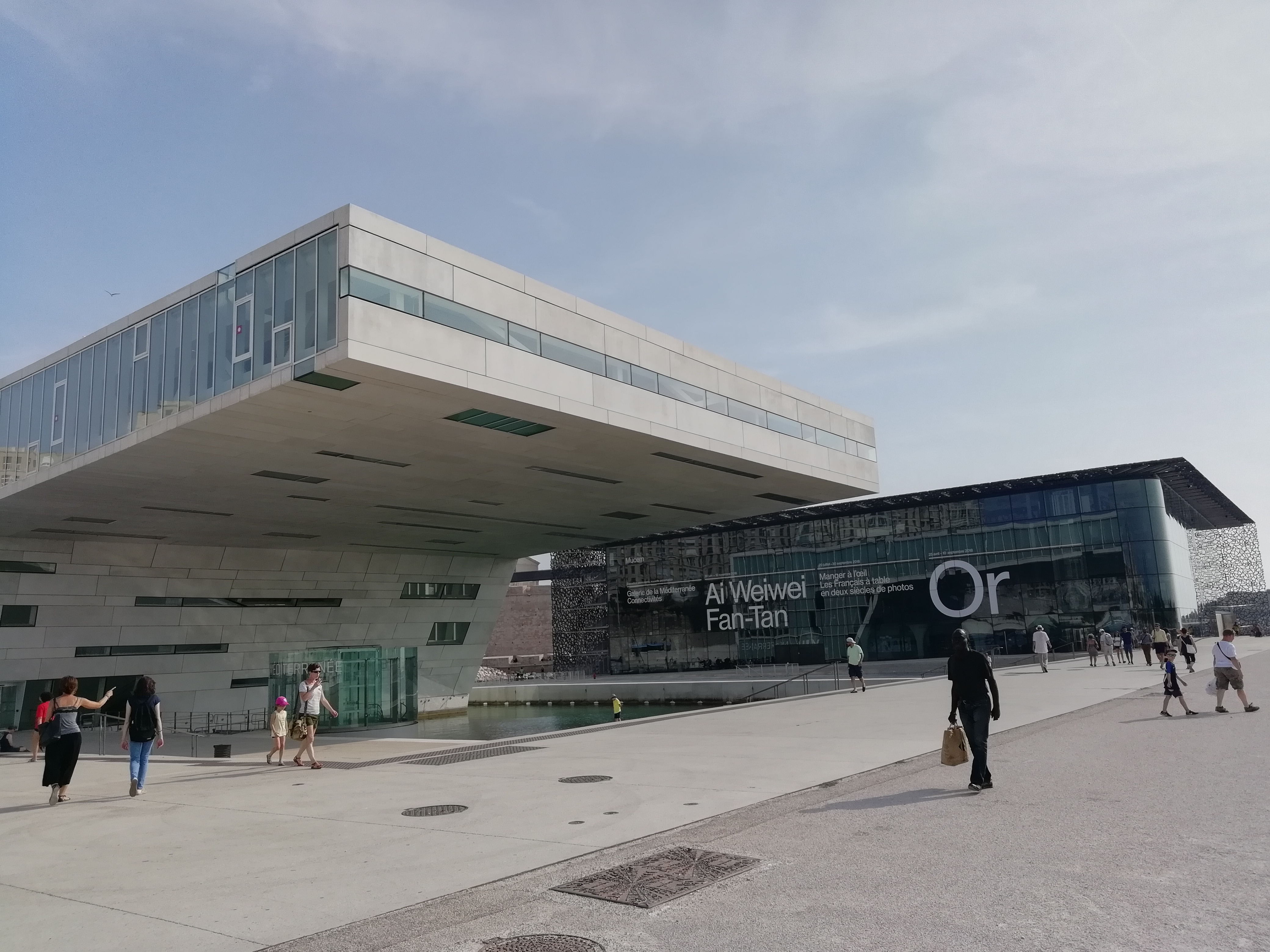
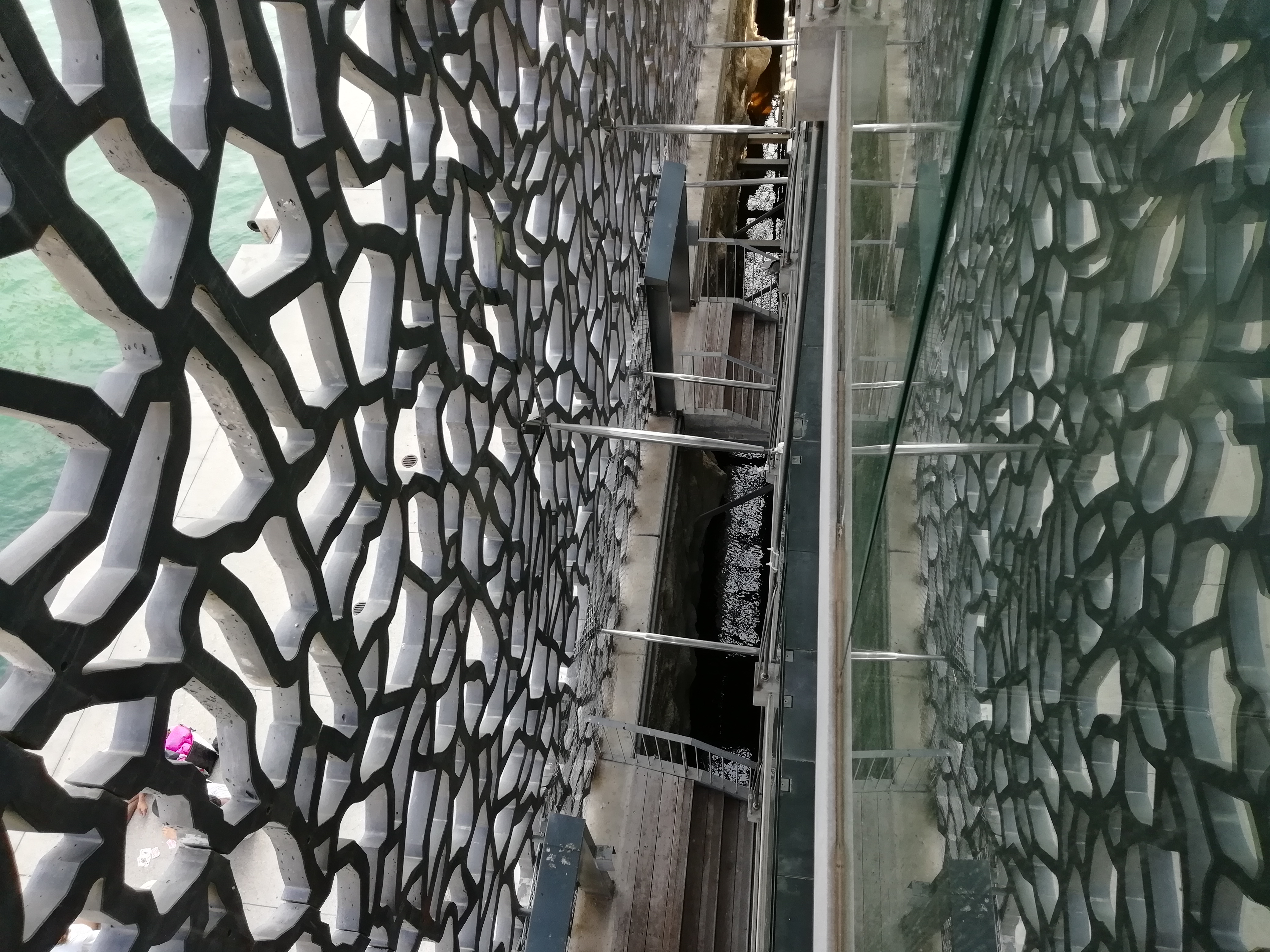
Kiến trúc nội thất của Mucem